# Gustaw Foss
Gustaw Foss (ur. 1908, zm. 26 stycznia 1956 w Poznaniu) – germanista, pedagog, językoznawca i dialektolog, docent Uniwersytetu im. Adama Mickiewicza, członek Polskiego Towarzystwa Językoznawczego.
Działalność naukową rozpoczął w okresie międzywojennym na Uniwersytecie Stefana Batorego w Wilnie. Później odbył stypendium w Niemczech, gdzie zainteresował się dialektologią dolnoniemiecką. Doktorat obronił w 1946 w Krakowie na Uniwersytecie Jagiellońskim. 
W okresie międzywojennym badał dolnoniemiecką gwarę kolonizacyjną na Ziemi dobrzyńskiej (monografia Die niederdeutsche Siedlungsmundart im Lipnoer Lande wraz z nieukończonym słownikiem). Badania te miały charakter pionierski w zakresie gwar kolonizacyjnych w Polsce. Przedmiotem zainteresowania Fossa były także Akta Stanów Prus Królewskich (Toruń). Po II wojnie światowej przyczynił się w znaczący sposób do odbudowy polskiej germanistyki, ratował wtedy zagrożone księgozbiory niemieckojęzyczne przed zniszczeniem i dewastacją. Odtworzył w Poznaniu i Toruniu biblioteki germanistyczne. 
Oprócz pracy naukowej Gustaw Foss był również zamiłowanym pedagogiem – szkolił kadrę językoznawczą ośrodków germanistycznych przy UAM i UMK.